# Matriu unitària
En matemàtiques, una matriu quadrada complexa U és unitària si 
{\displaystyle U^{*}U=UU^{*}=I\,}
on I és la matriu identitat i U * és la transposada conjugada de U.
L'anàloga real d'una matriu unitària és una matriu ortogonal.

## Propietats
Per qualsevol matriu unitària U, el següent és cert:
- Donats dos vectors complexos x i y, la multiplicació per U preserva el seu producte escalar; és a dir,

{\displaystyle \langle Ux,Uy\rangle =\langle x,y\rangle }.
- U és normal
- U és diagonalitzable; és a dir, U is semblant unitàriament a una matriu diagonal, a conseqüència del Teorema espectral. Per tant, U té una descomposició de la forma

{\displaystyle U=VDV^{*}\;}
on V és unitària i D és diagonal i unitària.
- {\displaystyle |\det(U)|=1}.
- Els seus espais propis són ortogonals.
- Per qualsevol enter n, el conjunt de totes les matrius unitàries n per n juntament amb el producte matricial forma un grup, anomenat grup unitari U(n).
- Qualsevol matriu quadrada amb la norma euclidiana unitària és la mitjana de dues matrius unitàries[1]

## Condicions equivalents
Si U és una matriu complexa quadrada, llavors les següents condicions són equivalents:
1. U és unitària
2. U * és unitària
3. U és invertible, amb U –1=U *
4. les columnes de U formen una base ortonormal de {\displaystyle \mathbb {C} ^{n}} respecte al producte escalar usual
5. les files de U formen una base ortonormal de {\displaystyle \mathbb {C} ^{n}} respecte al producte escalar usual
6. U és una isometria respecte a la norma usual
7. U és una matriu normal amb valors propis dins la circumferència unitat